# Comtesse de Murinais
'Comtesse de Murinais' est un cultivar de rose ancienne obtenu en 1843 par Vibert. C'est la première rose moussue obtenue de couleur blanche.

## Description
'Comtesse de Murinais' se présente sous la forme d'un grand arbuste au feuillage vert clair pouvant atteindre 2 mètres de hauteur et 1,60 mètre de largeur ou bien d'un petit grimpant s'il est palissé. Ses fleurs en bouquets sont grandes, doubles, en coupe pleine. Ses boutons sont d'un rose très pâle et laissent la place à de grosses fleurs d'un blanc laiteux. Sa mousse est vert clair.
C'est un rosier très rustique. Il résiste au froid. Sa floraison en juin juillet n'est pas remontante.
Ce rosier est issu du semis 'Quatre Saisons Blanc Mousseux'.

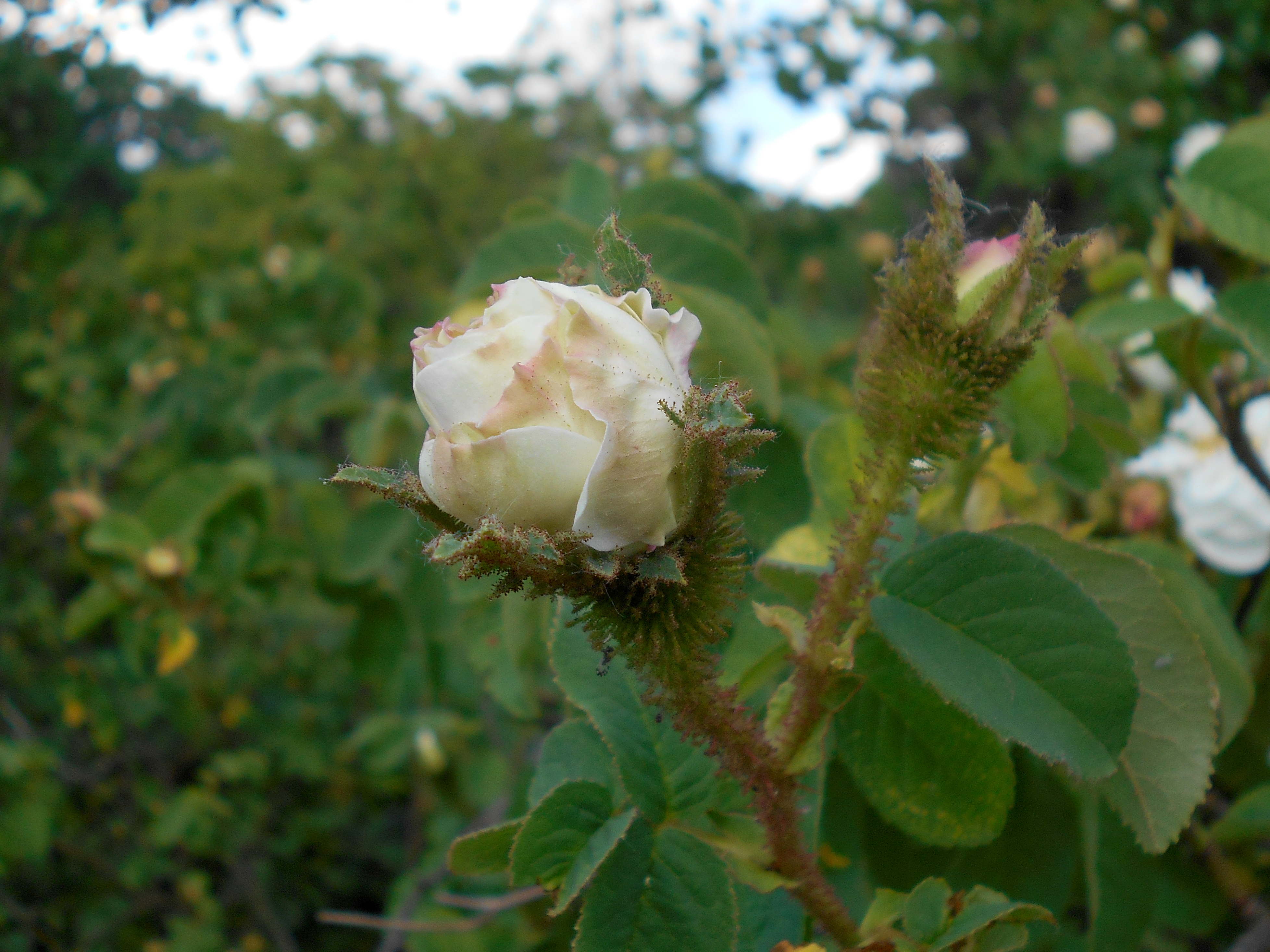
Bouton

## Descendance
'Comtesse de Murinais' a donné naissance à 'Blanche Moreau' (Moreau & Robert, 1880) par croisement avec 'Quatre Saisons'.